# Religioni a Mauritius
La religione più diffusa a Mauritius è l'induismo. Secondo i dati del censimento del 2011, l'induismo è professato dal 48% della popolazione; la seconda religione è il cristianesimo, seguito dal 32% della popolazione; l'islam è seguito dal 17% della popolazione, mentre il restante 3% della popolazione segue altre religioni o non segue alcuna religione.  Stime dell'Association of Religion Data Archives (ARDA) riferite al 2015 danno indicazioni simili, con l'induismo seguito dal 48% della popolazione, il cristianesimo dal 30% e l'islam dal 17%; il 2% circa della popolazione non seguirebbe alcuna religione e il restante 3% della popolazione seguirebbe altre religioni. La costituzione non prevede una religione di stato e riconosce la libertà religiosa; i diritti religiosi possono essere limitati solo per motivi riguardanti l'ordine pubblico e la sicurezza nazionale. Lo stato assicura un particolare status ai gruppi religiosi presenti al momento della proclamazione dell'indipendenza nel 1968, cioè l'induismo, l'islam, il cattolicesimo e tre confessioni protestanti (anglicani, presbiteriani e avventisti del settimo giorno): questi gruppi sono esenti dalle tasse e ricevono un finanziamento dallo stato proporzionale al numero di membri accertato dal censimento. Tutte le altre organizzazioni religiose devono registrarsi; le organizzazioni registrate possono avere agevolazioni fiscali, ma non hanno diritto a ricevere finanziamenti dallo stato. L'insegnamento della religione è consentito sia nella scuola pubblica che nelle scuole private, ma gli studenti devono avere la possibilità di scelta, per cui le scuole cattoliche offrono corsi di educazione civica per gli studenti non cattolici.

## Religioni presenti

### Cristianesimo
In base ai dati del censimento del 2011, la maggioranza dei cristiani mauriziani sono cattolici (circa il 26% della popolazione), mentre i protestanti e gli altri gruppi cristiani rappresentano il 6% della popolazione.
La Chiesa cattolica è presente a Mauritius con la diocesi di Port-Louis e il vicariato apostolico di Rodrigues. 
I maggiori gruppi protestanti presenti a Mauritius sono gli anglicani, i presbiteriani e gli avventisti del settimo giorno; sono inoltre presenti le Assemblee di Dio, i battisti e diversi gruppi pentecostali ed evangelicali.
La Chiesa ortodossa è presente a Mautitius con una parrocchia che dipende dalla Diocesi del Madagascar del Patriarcato greco-ortodosso di Alessandria.
Fra i cristiani di altre denominazioni, sono presenti la Chiesa di Gesù Cristo dei Santi degli Ultimi Giorni (i Mormoni) e i Testimoni di Geova. 

### Islam
I musulmani mauriziani sono in maggioranza sunniti (circa il 95%), con minoranze di sciiti e ahmadiyya. 

### Altre religioni
A Mauritius sono inoltre presenti bahai, buddhisti e piccoli gruppi di ebrei, taoisti confuciani e animisti.